# لويس دوايت كول
لويس دوايت كول (بالإنجليزية: Lois Dwight Cole)‏ هي كاتبة للأطفال وكاتِبة أمريكية، ولدت في 1903، وتوفيت في 20 يوليو 1979.